# Karl von Gorzowsky
Karl von Gorzowsky (Babice, 1778 – Venezia, 22 marzo 1858) è stato un militare e politico polacco.

## Biografia
Karl von Gorzowsky (indicato anche nelle varianti di Gorzowski, Gorzkowski o Gal Gorzovski) nacque nel 1778 da una famiglia della nobiltà polacca originaria della Galizia, passata sul finire del Settecento sotto il dominio dell'Impero austriaco dopo la spartizione della Polonia.
Iniziata la propria carriera militare giovanissimo, nel 1792 prese parte ai primi scontri coi rivoluzionari francesi prendendo successivamente parte brillantemente alle guerre napoleoniche d'inizio Ottocento.
La sua carriera ebbe una svolta totale verso gli anni della maturità quando, il 18 luglio 1848 fu a capo delle operazioni della Battaglia di Governolo contro i rivoluzionari italiani. Stabilitosi di stanza a Mantova, fu decisivo nel supporto a Franz Wimpffen durante la seconda invasione delle Legazioni del 1849 durante l'Assedio di Bologna ove giunse il 14 maggio di quell'anno con truppa e cannoni d'assedio che portarono due giorni dopo alla vittoria austriaca sulla città insorta. Proseguì quindi per Ancona sempre al fianco del Wimpffen, ma lasciò presto a questi l'incarico di proseguire nell'assedio della piazzaforte cittadina lasciandogli 4.000 soldati che il Granduca Leopoldo II di Toscana aveva inviato da Firenze in supporto alle attività belliche degli alleati.
In ricompensa agli sforzi fatti e vista la gravità della situazione della penisola italiana, Gorzowsky venne nominato Governatore del Veneto il 24 agosto 1849, rimanendo in carica sino all'ottobre di quello stesso anno. Ritiratosi a vita privata dopo la dimissione dall'incarico, rimase nella città di Venezia ove morì il 22 marzo 1858. Durante questo suo breve periodo come governatore militare del Veneto per conto dell'Impero austriaco, Gorzowsky firmò l'atto di censura nei confronti dell'opera La maledizione presentatagli dal librettista Piave e musicata da Giuseppe Verdi. L'opera venne poi rappresentata nel 1851, con alcuni accorgimenti, col nome con la quale oggi è divenuta famosa, Rigoletto.
In questo stesso periodo, il 5 settembre 1849, firmò la condanna a morte del patriota comasco Luigi Dottesio, una delle esecuzioni capitali più esemplari dei moti rivoluzionari della Primavera dei Popoli.
Il 6 giugno 1818 aveva sposato la Contessa Anna Szápáry de Muraszombath.